# Resimaguina angularis
Resimaguina angularis är en insektsart som beskrevs av Young 1986. Resimaguina angularis ingår i släktet Resimaguina och familjen dvärgstritar. Inga underarter finns listade i Catalogue of Life.